# Onderarm
De onderarm, voorarm of antebracchium is een onderdeel van het menselijk lichaam, namelijk het deel van de arm dat zich tussen de elleboog en de pols bevindt. De bewegingen die de onderarm kan maken zijn het gevolg van de bewegingsmogelijkheden die het ellebooggewricht en het polsgewricht geven. Zo kunnen de twee onderarmbeenderen radius en ulna over elkaar heen bewegen bij pronatie en supinatie. Daarnaast zijn ze over de gehele lengte door een bindweefselvlies (membrana interossea) verbonden.

## Anatomische structuren

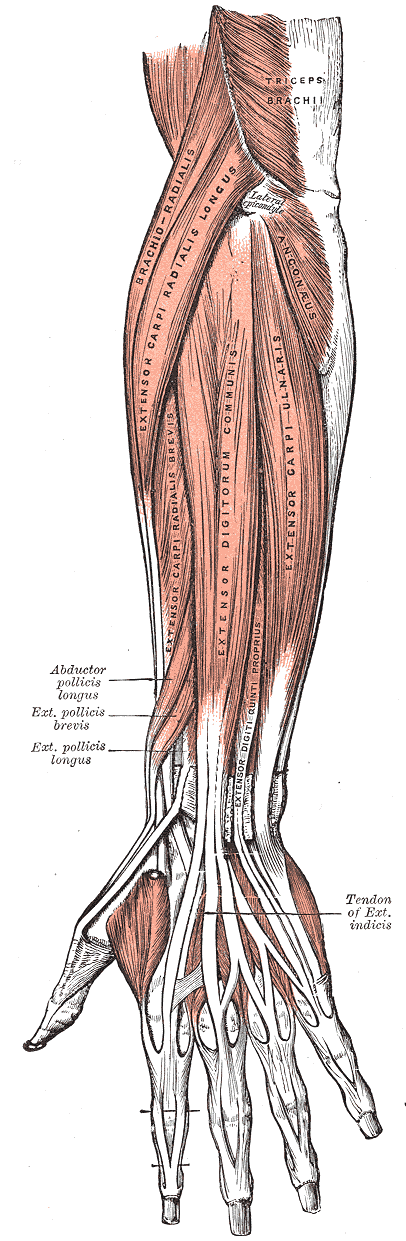
Dorsale onderarmspieren (spieren aan de rugkant van de onderarm)

In de onderarm bevinden zich de volgende anatomische structuren:
- Botten:
  - spaakbeen/radius
  - ellepijp/ulna

- Spieren:
  - Ventrale onderarmspieren:
    - Musculus pronator teres
    - Musculus flexor digitorum superficialis
    - Musculus flexor carpi radialis
    - Musculus palmaris longus
    - Musculus flexor carpi ulnaris
    - Musculus pronator quadratus
    - Musculus flexor digitorum profundus
    - Musculus flexor pollicis longus

  - Dorsale onderarmspieren:
    - Musculus extensor digitorum
    - Musculus extensor digiti minimi
    - Musculus extensor carpi ulnaris
    - Musculus supinator
    - Musculus abductor pollicis longus
    - Musculus extensor pollicis brevis
    - Musculus extensor pollicis longus
    - Musculus extensor indicis

  - Radiale onderarmspieren:
    - Musculus extensor carpi radialis brevis
    - Musculus extensor carpi radialis longus
    - Musculus brachioradialis

- Zenuwen:
  - nervus medianus
  - nervus ulnaris
  - nervus radialis